# Mlhovina Carina
Mlhovina Carina (NGC 3372, také známá jako mlhovina Eta Carinae, mlhovina Klíčová dírka nebo Caldwell 92) je velká a jasná emisní mlhovina v souhvězdí Lodního kýlu.  Objevil ji francouzský astronom abbé Nicolas-Louis de Lacaille v roce 1751. Její součástí je několik souvisejících otevřených hvězdokup, mnoho hvězd spektrální klasifikace O a známá hvězda Eta Carinae. Odhadovaná vzdálenost hvězdokupy je 7 500 světelných let a leží v rameni Střelce Mléčné dráhy. Její celková magnituda je 3,0. Je to jedna z největších známých HII oblastí v Mléčné dráze. Je jasnější a 4x větší než Mlhovina v Orionu, ale kvůli své poloze na jižní obloze je méně známá.

## Pozorování

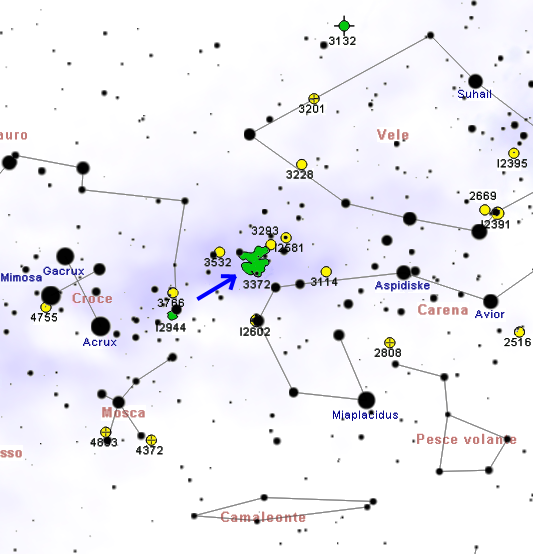
Poloha mlhoviny Carina v souhvězdí Lodního kýlu

Mlhovina Carina je rozsáhlá oblast jasného ionizovaného plynu, viditelná pouhým okem jako jasná skvrna. Uvnitř mlhoviny se nachází známá hvězda Eta Carinae, hvězda obrovských rozměrů, u které se podle věrohodných teorií během příštích několika milionů let očekává výbuch jako supernova.
Mlhovina leží v nejjižnější části Mléčné dráhy, a proto není vůbec pozorovatelná z velké části severní polokoule. Nejvhodnější období k jejímu pozorování je jižní podzim (na severní polokouli jaro), tedy od března do června. Ovšem na jižní polokouli může být pozorována mnohem déle, protože její jižní deklinace způsobuje, že je na velké části jižní polokoule cirkumpolární.
Na obloze se nachází 12° západně od Jižního kříže, uprostřed mezi hvězdami 3,5 magnitudy Yprilon Carinae a PP Carinae. Při pozorování triedrem je ihned viditelná jako jasná skvrna protažená severo-jižním směrem, se zřetelným tmavým pásem, který se táhne východo-západním směrem, uprostřed se zužuje a mlhovinu rozděluje na dvě části. Okolí mlhoviny je velmi bohaté na hvězdy, protože část Mléčné dráhy, ve které se mlhovina nachází, patří mezi její nejjasnější a nejmohutnější oblasti z celé oblohy, takže je viditelná i z míst se středním světelným znečištěním, tak jako oblast středu Galaxie a oblast v souhvězdí Labutě. V amatérském astronomickém dalekohledu mlhovina vypadá docela rozsáhlá. Při velkém zvětšení je možné uvidět mírně na sever od středu mlhoviny zvláštní tvar, tvořený mlhovinu překrývajícím tmavým pásem, který je protažený od severu na jih a pro svůj tvar dostal název Klíčová dírka.

## Objekty

### Eta Carinae

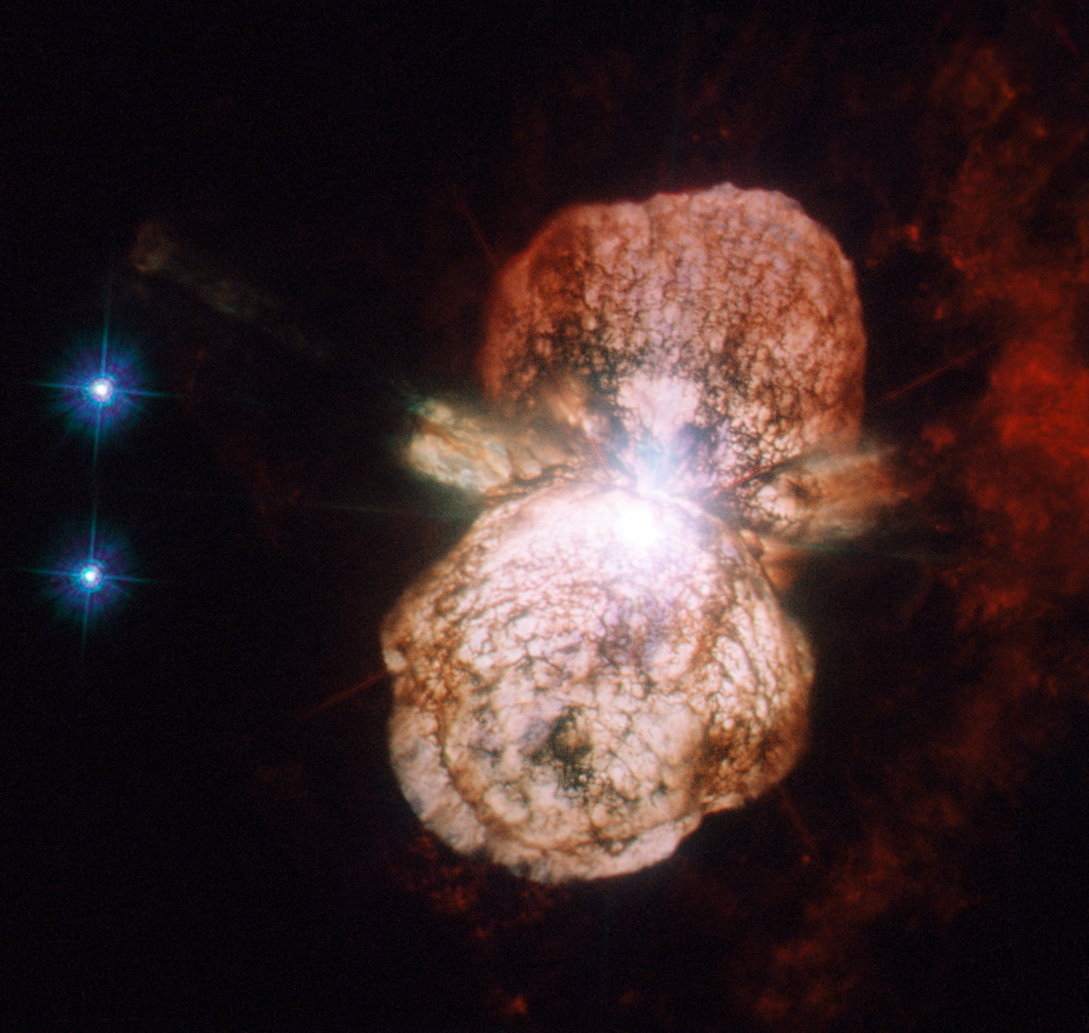
Mlhovina Homunculus ukrývající hvězdu Eta Carinae (snímek HST v ultrafialovém a viditelném spektru).

Eta Carinae je velmi zářivý hvězdný hyperobr. Odhady její hmotnosti se pohybují v rozsahu od 100 do 150 hmotností Slunce a její svítivost je přibližně 4 miliony zářivostí Slunce.
Jde o nejhmotnější hvězdu, která může být podrobně zkoumána, protože se nachází blízko a je velmi velká. Několik dalších hvězd může být zářivějších nebo těžších, ale údaje o nich jsou méně spolehlivé, což je potřeba mít na paměti při prohlížení seznamů nejzářivějších a nejtěžších hvězd. Například zpřesněné údaje o Pistolové hvězdě ji na seznamu výrazně posunuly dolů. Eta Carinae má v roce 2006 nejvyšší potvrzenou zářivost, což dokládají údaje napříč širokým spektrem vlnových délek. Hvězdy mající více než 80 hmotností Slunce vydávají více než milionkrát více světla než Slunce. Jsou poměrně vzácné - je jich pouze pár desítek v galaxiích velkých jako ta naše - a blízko Eddingtonovy svítivosti se pohybují na hranici zhroucení, protože jejich tlak záření je tak silný, že se skoro vyrovná gravitaci držící hvězdu pohromadě. Hvězdy přesahující 120 hmotností Slunce jsou za hranicí Eddingtonovy svítivosti a jejich záření je vůči gravitaci silnější, takže mohou brzy vybuchnout jako supernova nebo hypernova.
Vliv Eta Carinae na okolní mlhovinu může být přímo pozorován. Tmavé bokovy globule a další méně viditelné objekty mají na podrobných snímcích mlhoviny ocasy směřující přímo pryč od této hmotné hvězdy. Celá mlhovina mohla před velkou erupcí z roku 1840 vypadat úplně jinak, protože vyvržený mrak obklopil hvězdu prachem, který výrazně omezil množství mlhovinu budícího ultrafialového světla.

### Mlhovina Homunculus
Uvnitř velké mlhoviny se nachází mnohem menší objekt, který přímo obklopuje hvězdu Eta Carinae a nazývá se mlhovina Homunculus (z latiny, česky Človíček). Předpokládá se, že mlhovina vznikla při ohromném výbuchu v roce 1841, který krátce učinil z Eta Carinae druhou nejjasnější hvězdu na obloze.

### Mlhovina Klíčová dírka

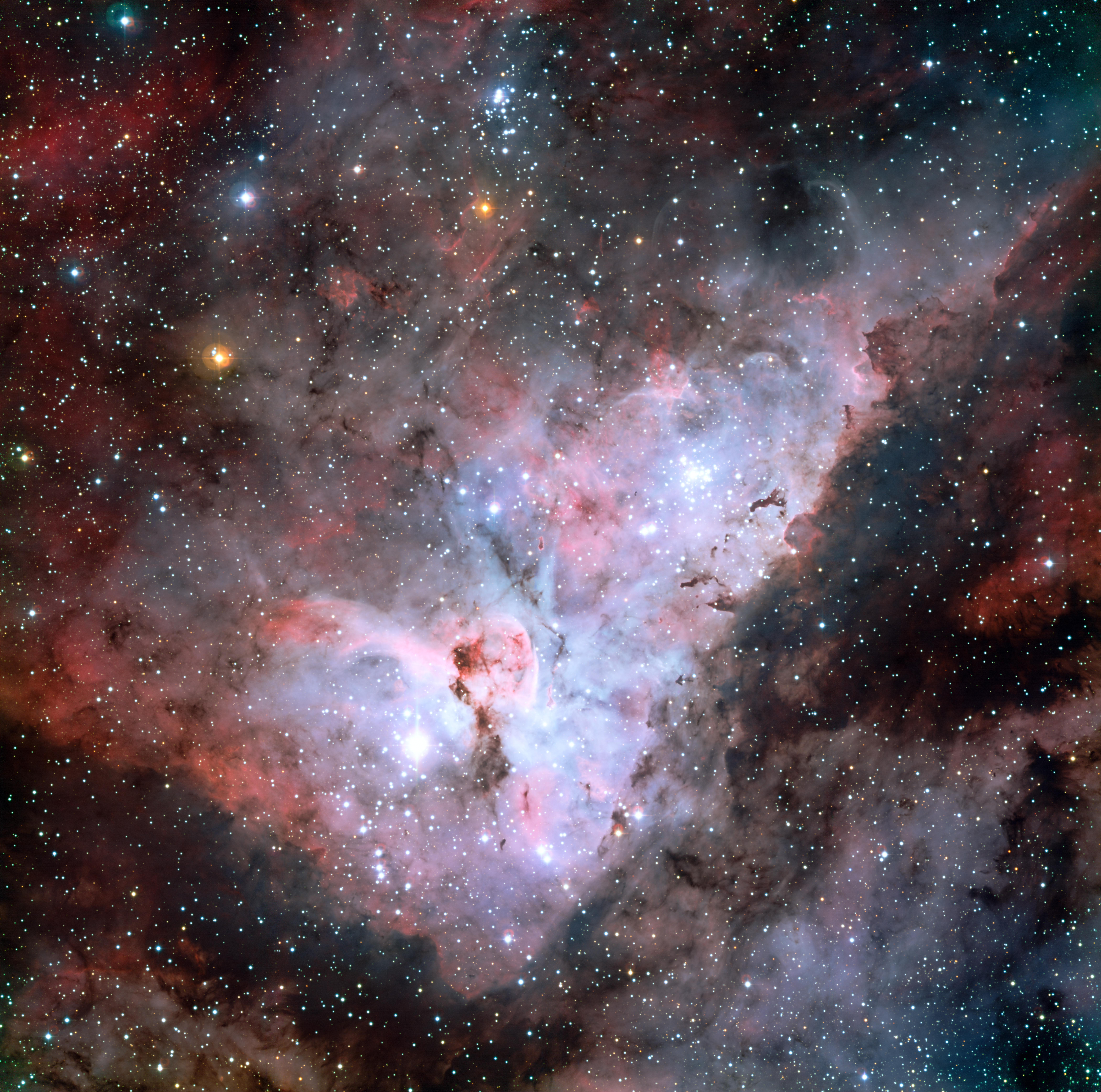
Složený snímek mlhoviny Carina odhalující jemné podrobnosti a prachu v této oblasti. Klíčová dírka je těsně pod středem snímku. Autor: ESO.

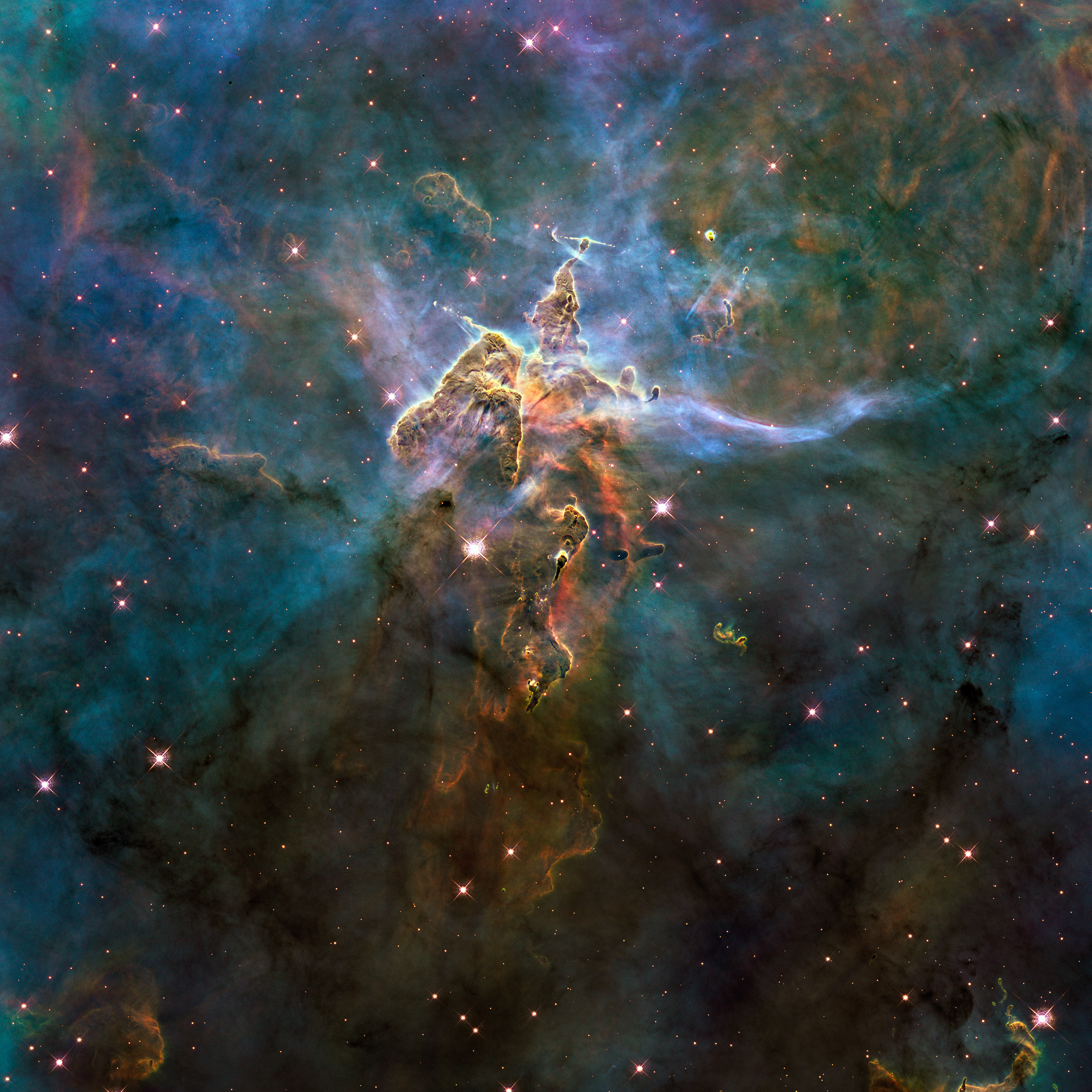
Sloup plynu a prachu v mlhovině Carina, nazvaný Tajemná hora, na snímku z HST.

V severní části mlhoviny se nachází tmavá část, kterou John Herschel v 19. století pojmenoval Klíčová dírka. Někdy se označení mlhovina Klíčová dírka používá pro celou mlhovinu Carina a chce se tím říct "mlhovina obsahující klíčovou dírku". Klíčová dírka je malý a tmavý oblak chladných molekul a prachu v mlhovině Carina, který obsahuje jasná vlákna svítícího plynu a jeho obrys je ozařován mnohem jasnějším pozadím mlhoviny. Skutečný rozměr tohoto útvaru je přibližně 7 světelných let.
Klíčová dírka nemá vlastní NGC označení, ale někdy bývá chybně nazývána NGC 3324,
což je ale označení pro reflexní a emisní mlhovinu (nebo v ní vnořenou hvězdokupu) v severozápadním výběžku mlhoviny Carina.

### Tajemná hora
Tajemná hora (anglicky Mystic Mountain) je snímek pracho-plynového sloupu v mlhovině Carina, který zachytil HST při svém 20. výročí. Oblast byla zachycena přístrojem Wide Field Camera 3 ve dnech 1. a 2. února 2010. Délka sloupu je 3 světelné roky a v něm se rodící hvězdy vystřelují plynné výtrysky, které proudí z vrcholu sloupu.

## Galerie obrázků

Celkový pohled na mlhovinu Carina. Tmavá Klíčová dírka leží uprostřed horní světlé oblasti, Eta Carinae je jasná hvězda vlevo od ní. Autor: ESO.
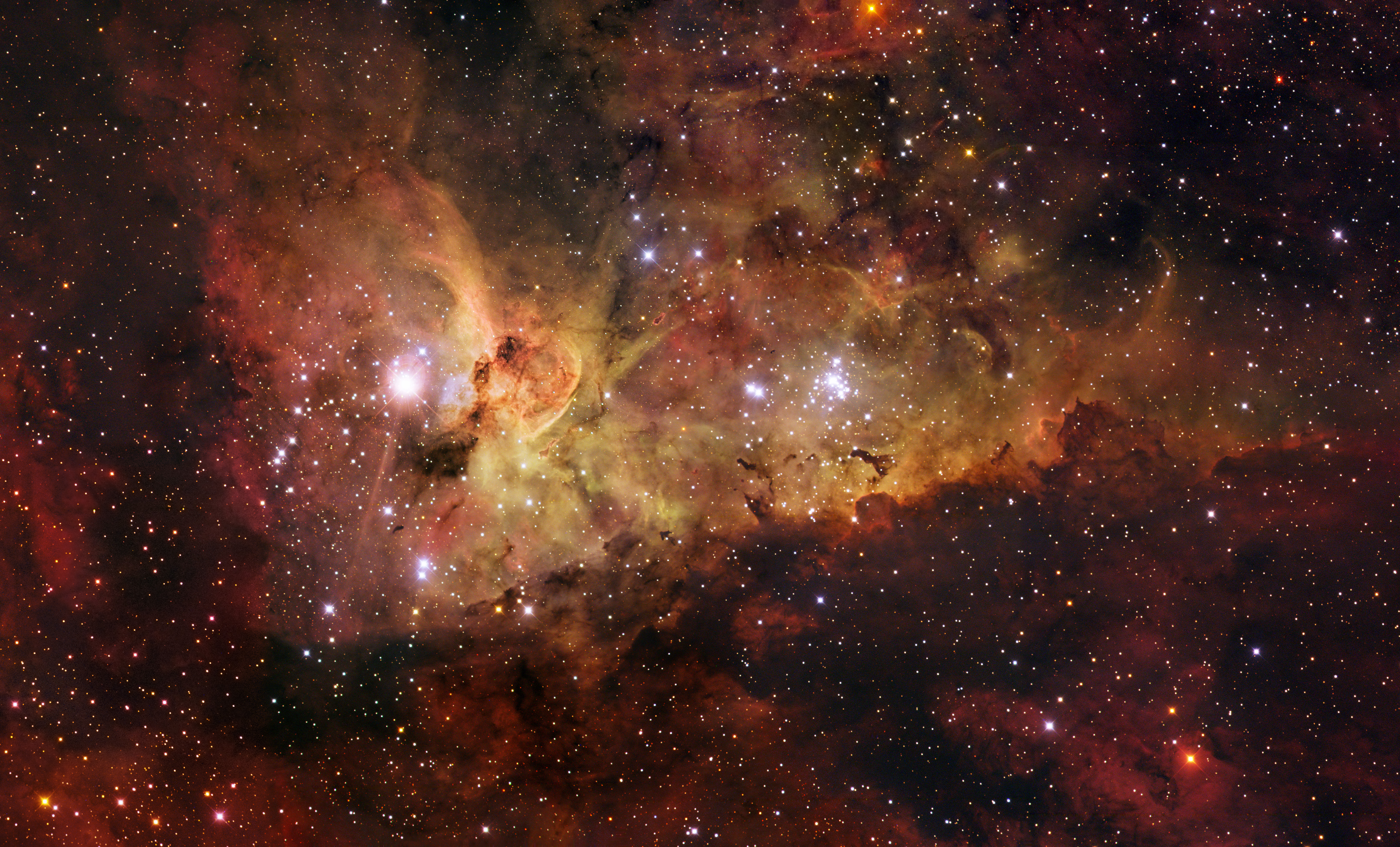
Mlhovina Eta Carinae. Autor: ESO.
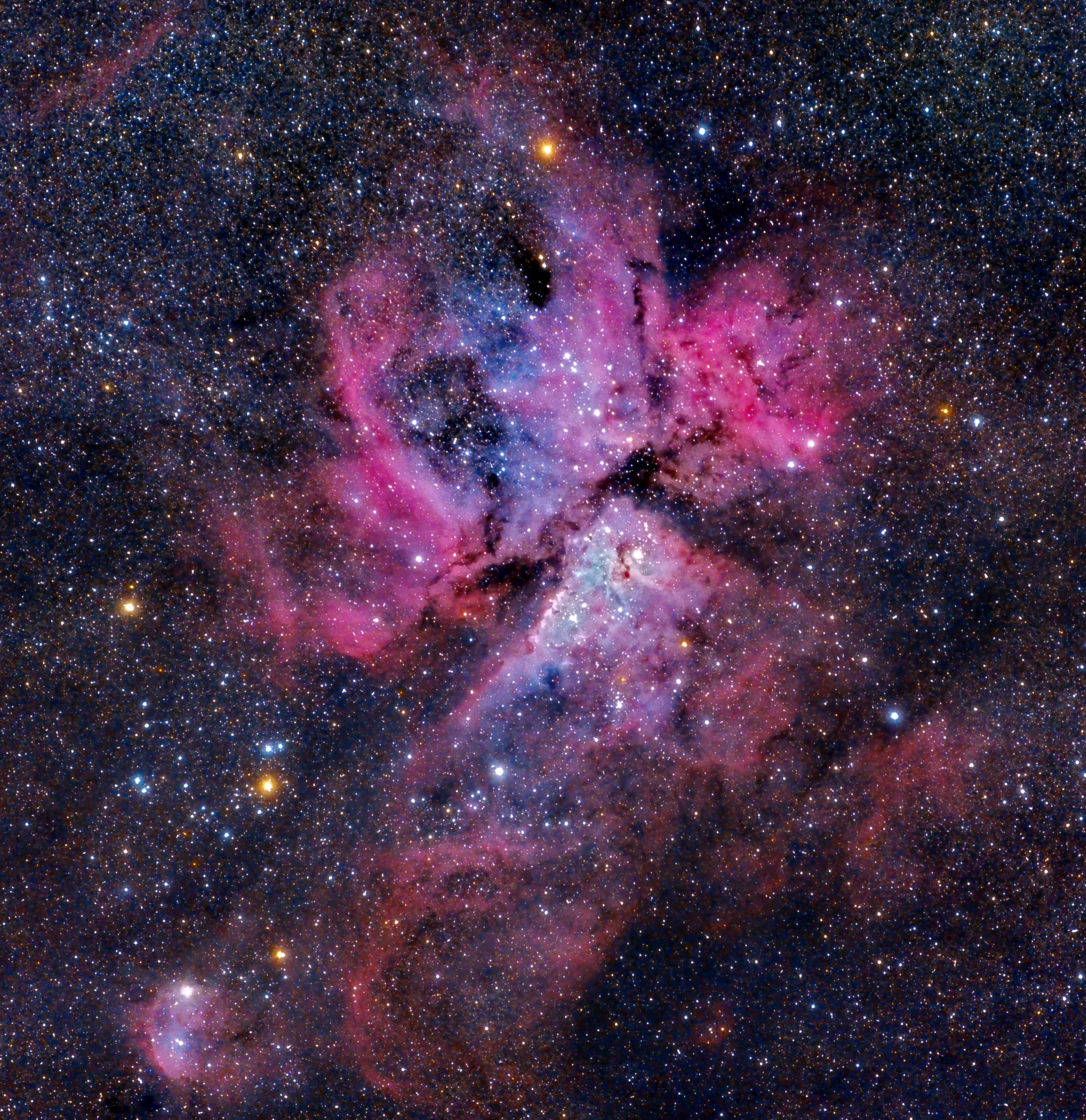
Mlhovina Carina na snímku z observatoře OALM (Montevideo, Uruguay). Jih je nahoře; mlhovina NGC 3324 je vidět v levém dolním rohu.
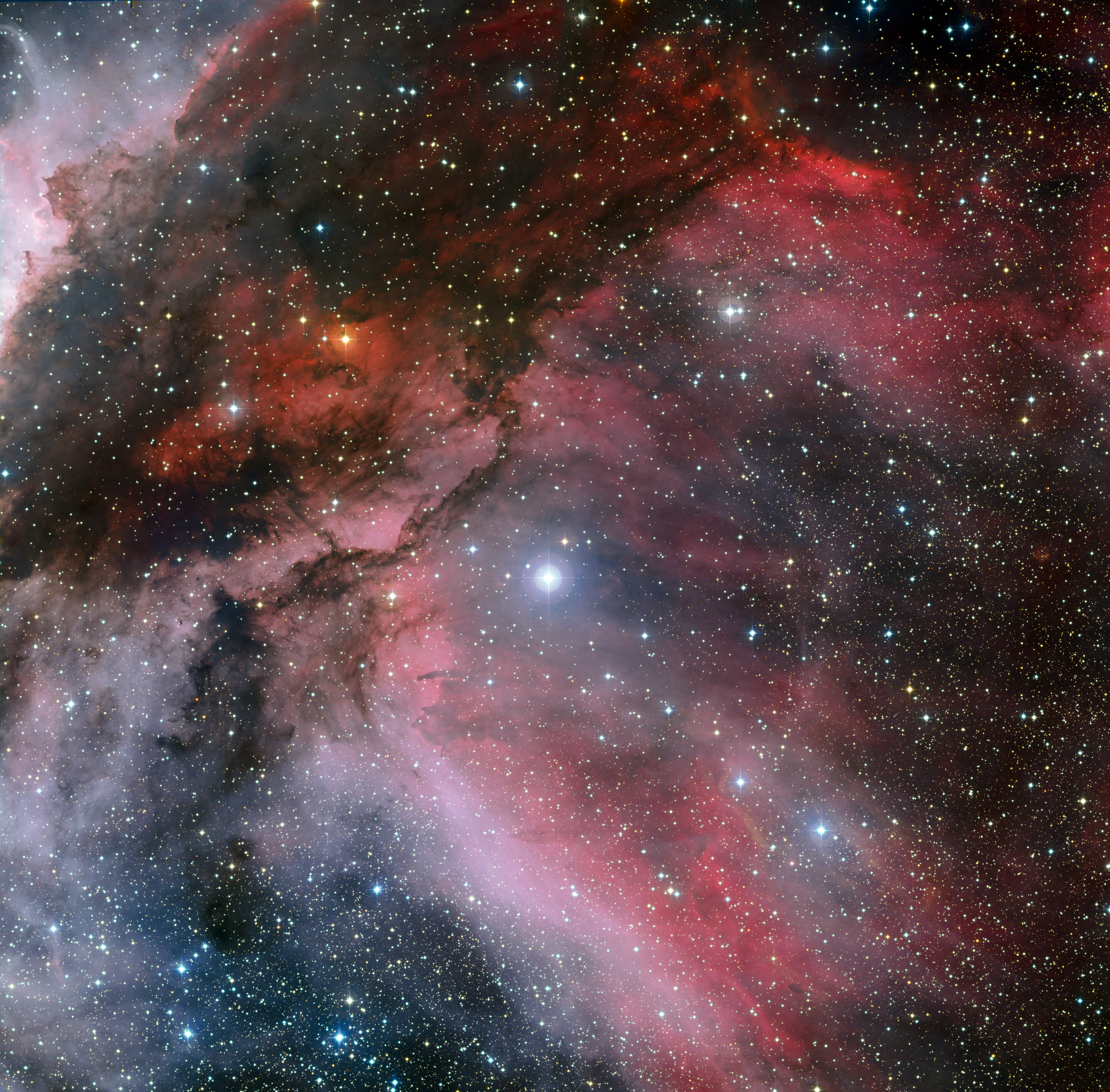
Část mlhoviny Carina okolo Wolf–Rayetovy hvězdy WR 22. Autor: ESO.
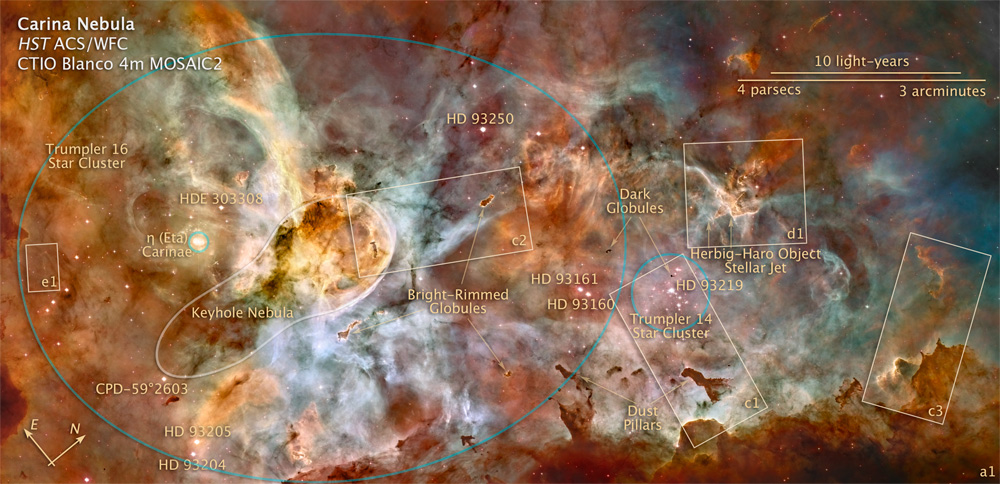
Snímek mlhoviny Carina v nepravých barvách z HST (přiblížitelná verze); Autor: HST/NASA/ESA.
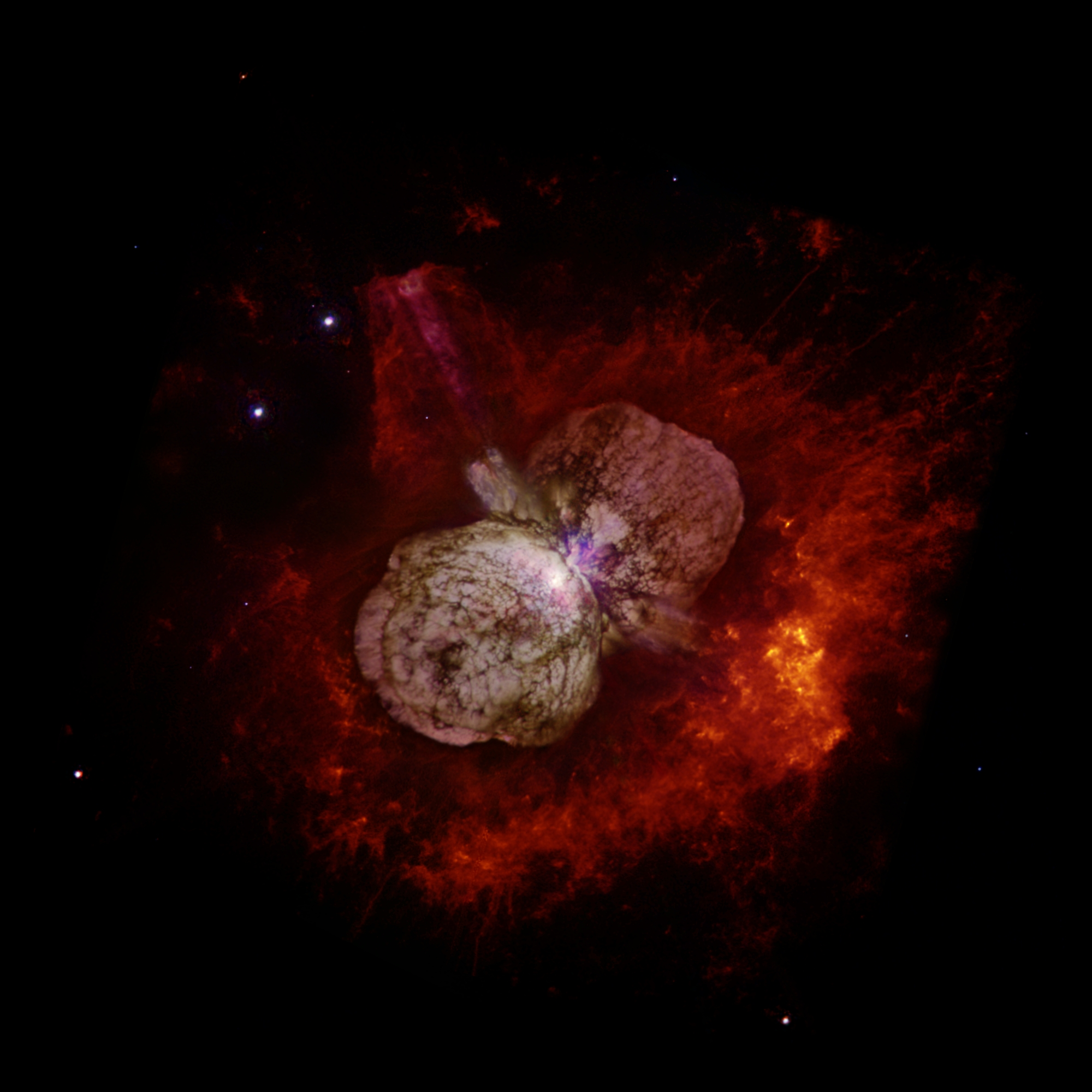
Velmi hmotná hvězda Eta Carinae uvnitř mlhoviny Homunculus na snímku z HST.
Otevřená hvězdokupa známá pod názvem Trumpler 14 na snímku z přístroje Multi-conjugate Adaptive optics Demonstrator (MAD) na teleskopu VLT. Autor: ESO.
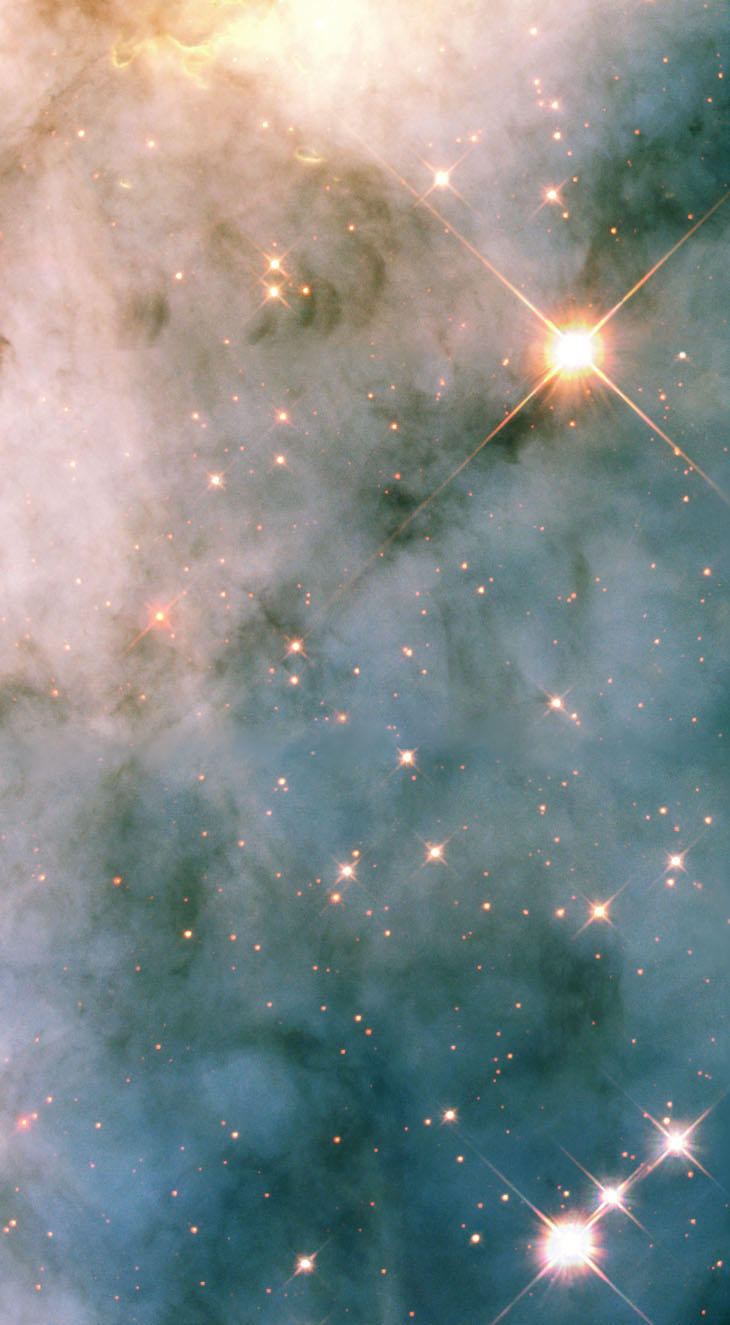
Snímek rozbouřeného okolí vybuchující hvězdy.
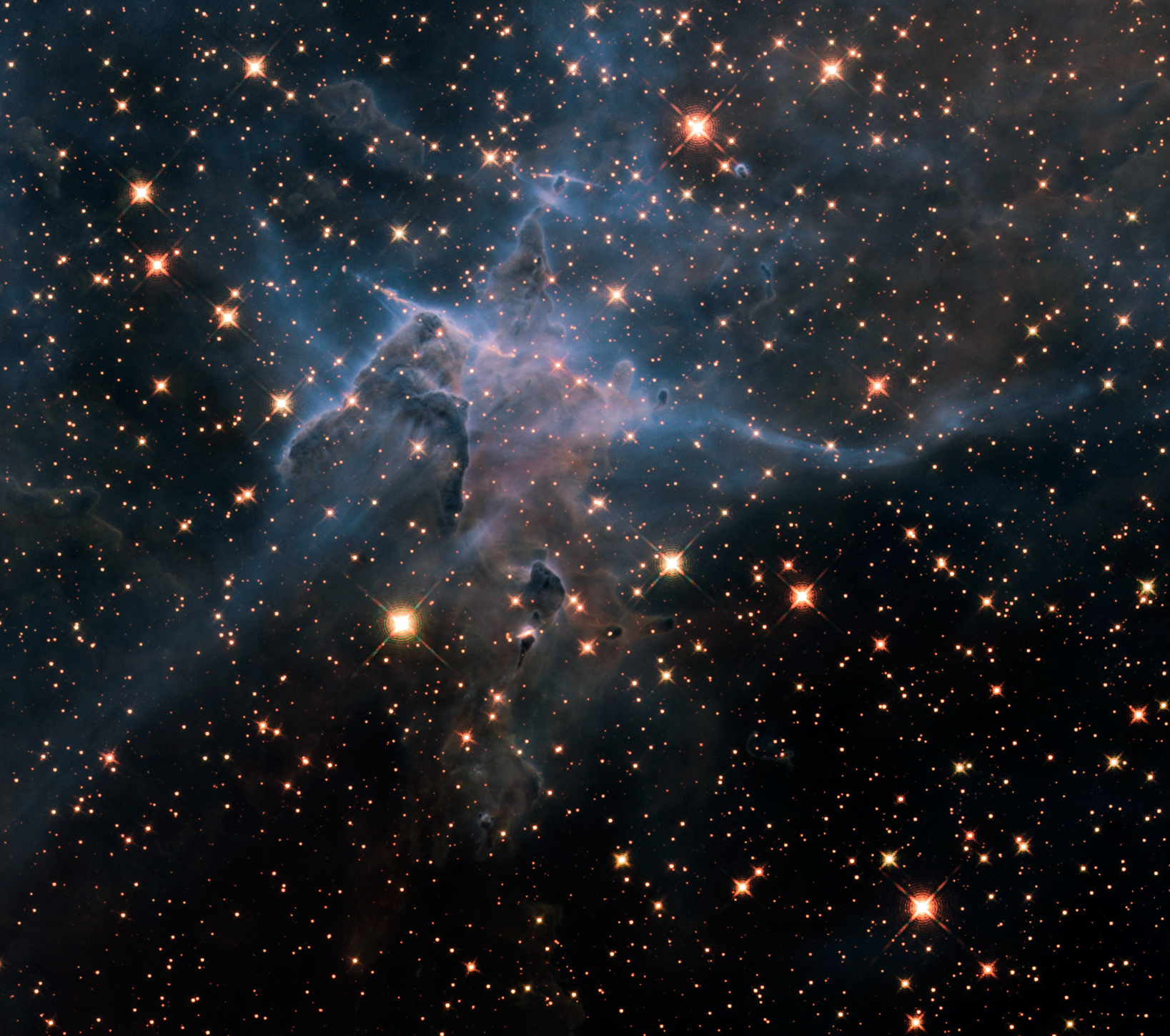
Infračervený snímek Tajemné hory (HST).